# Karen Hassan

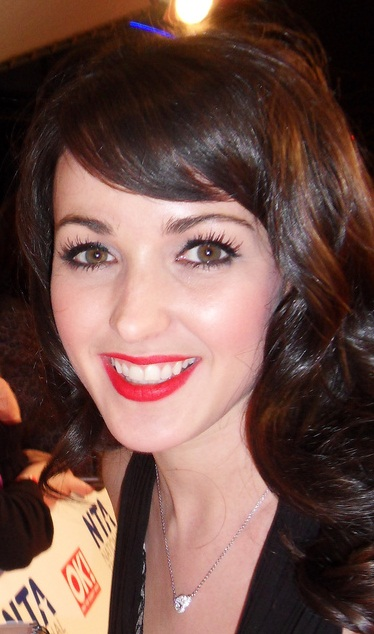
Karen Hassan 2009 bei den National Television Awards

Karen Hassan (* 31. Juli 1981 in Belfast) ist eine nordirische Schauspielerin.

## Biografie
Von 2010 bis 2013 spielte sie Lynsey Nolan in der Serie Hollyoaks. Ihre Arbeit umfasst Rollen in Hollyoaks Later, Hunger sowie in Vikings.

### Hollyoaks
Der Charakter von Lynsey entstand als ehemalige Freundin von Kris Fisher (Gerard McCarthy) und sollte nur in Hollyoaks Later, einem Spin-off der Hollyoaks-Serie, zu sehen sein. Im Juni 2010 wurde bekannt gegeben, dass drei neue Charaktere, Brendan Brady (Emmett J. Scanlan), Bart McQueen (Jonny Clarke) und Lynsey, im August zu Hollyoaks kommen werden.
Von den Castings sagte Hollyoaks-Produzent Paul Marquess: „Dies ist eine wirklich aufregende Zeit für Hollyoaks und Brendan, Lynsey und Bart bringen mehr Spaß, Dramatik und Sexiness in die Show“. Hassan zog für die Rolle von Belfast nach Liverpool, wo Hollyoaks gedreht wird.

### Vikings
Im Jahr 2016 wurde sie in einer wichtigen, wiederkehrenden Rolle in History Channels Vikings als Therese besetzt.

## Filmografie
- 2008, 2010: Hollyoaks Later (10 Folgen)
- 2010–2011: Sketchy with Diarmuid Corr (9 Folgen)
- 2010–2013: Hollyoaks (166 Folgen)
- 2012, 2018: Casualty (3 Folgen)
- 2013–2016: The Fall – Tod in Belfast (The Fall, 8 Folgen)
- 2015: Vikings (12 Folgen)
- 2016: The Royals (1 Folge)
- 2016: Suspects (2 Folgen)
- 2018: Cellar Door
- 2018: Doing Money (Fernsehfilm)
- 2018: Finding Joy (3 Folgen)
- 2018–2020: Soft Border Patrol (8 Folgen)
- 2019: Is This Sexual Harassment?
- 2022: FBI: International (Folge 1x10)
- 2022: Suspicion (Folge 1x02)
- 2023: Wait for Me
- 2023–2024: Hope Street (16 Folgen)